# Энжу-Женисья
Энжу́-Женисья́ (фр. Injoux-Génissiat) — коммуна во Франции, находится в регионе Рона — Альпы. Департамент коммуны — Эн. Входит в состав кантона Бельгард-сюр-Валзерин. Округ коммуны — Нантюа.
Код коммуны — 01189.

## Население
Население коммуны на 2010 год составляло 1055 человек.
| 1962 | 1968 | 1975 | 1982 | 1990 | 1999 | 2010 |
| ---- | ---- | ---- | ---- | ---- | ---- | ---- |
| 841  | 788  | 851  | 750  | 940  | 970  | 1055 |